# Digamma
Digamma és una lletra obsoleta de l'alfabet grec que té un valor numèric de 6. En majúscula Ϝ i en minúscula ϝ. Quan s'usa com a nombre, digamma s'escriu usant la stigma (ς), una fusió de sigma i tau. Quan s'usa com a lletra, la seva forma de F recorda a dues gammes superposades (d'on surt el seu nom, tot i que originalment podria haver-se dit Ϝαυ /wau/) i té el valor d'una /w/.
Aquesta lletra va ser un manlleu de la vau de l'alfabet fenici, usada per al fonema /w/.